# James Fazy

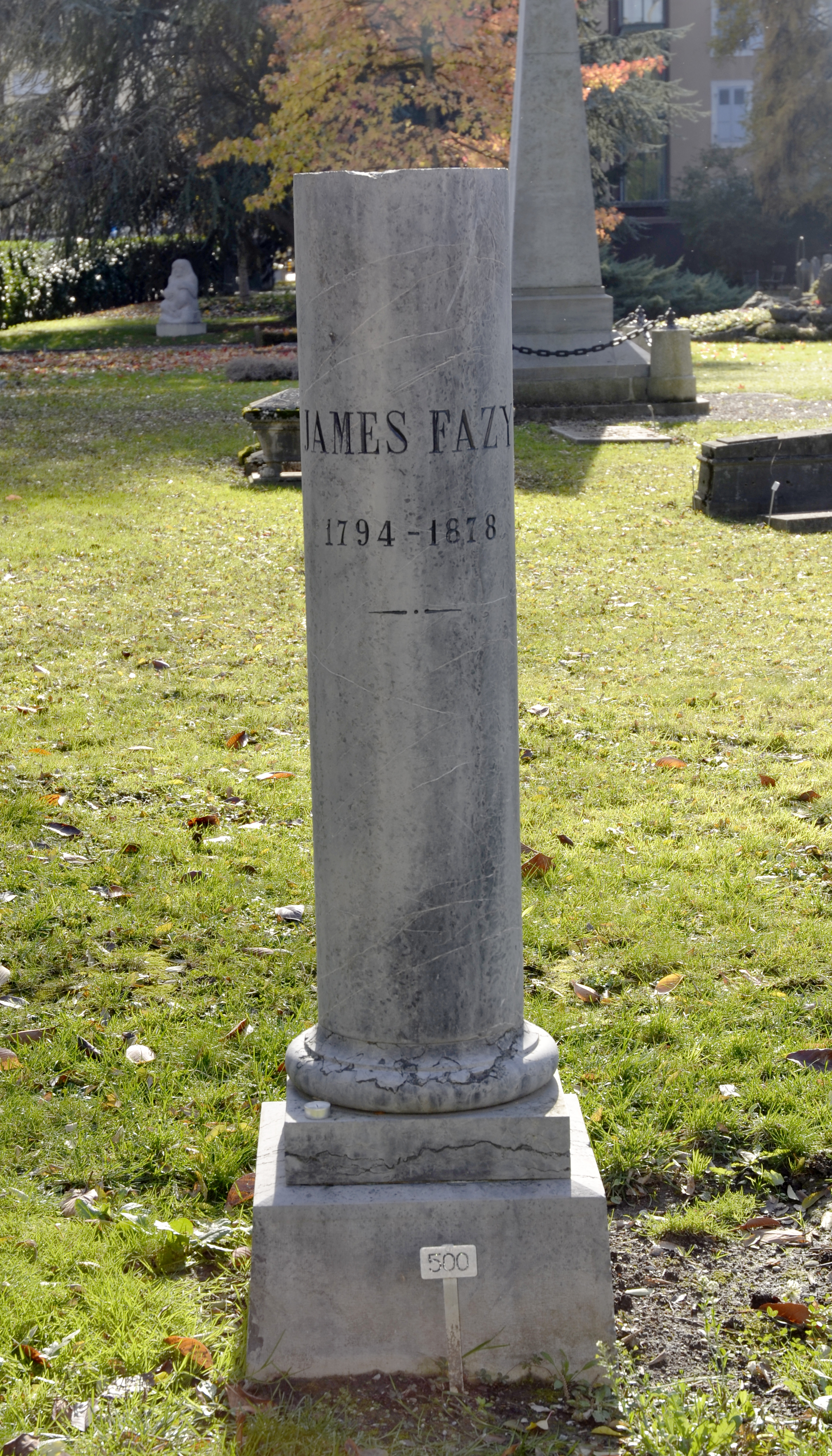
Tumba de James Fazy en el cementerio de los Reyes, en Ginebra (Suiza).

James Fazy (Ginebra, 12 de mayo de 1794 - Petit-Saconnex, 6 de noviembre de 1878) fue un político y periodista suizo. Fundó en 1825 Le Journal de Genève y en 1846 el Partido Radical Ginebrino, cuya génesis remonta ya a 1835. Entre 1847 y 1860, fue varias veces Presidente del Consejo de Estado de la República y Cantón de Ginebra. Fue igualmente diputado a la Dieta Federal en 1848. Consejero de los Estados en varias ocasiones entre 1848 y 1872, Consejero nacional de 1857 a 1866, y profesor ordinario en la Universidad de Ginebra en 1873.

## Biografía
James Fazy, nacido Jean-Jacob, era hijo de Jean-Samuel, proprietario de una tienda de comercio. Estudió durante su infancia en Ginebra, y estuvo pensionado desde los ocho años con los hermanos moravos en Neuwied (Renania-Palatinado, 1802-1806) y en Choisy-le-Roi, cerca de París (1806-1807), bajo la dirección de un preceptor (1807-1809). Aprendió comercio en Bolbec (Normandía) y Lyon (1809-1814). Estudió Derecho en París (1814-1821). De 1814 a 1833, Fazy alternó sus estancias en Ginebra y en París. En esta ciudad se ligó a La Fayette quien lo inicia en el bicameralismo de los Estados Unidos, se adhiere a la Carbonería francesa (Charbonnerie) y a la sociedad secreta liberal Aide-toi, le ciel t'aidera, presidida por François Guizot; publica artículos en la prensa liberal y participa activamente en los movimientos insurreccionales, frecuenta a los adeptos de los socialistas utópicos Saint-Simon y Fourier, y toma parte en los preparativos de la Revolución de 1830. Además funda periódicos y es condenado por delitos de opinión. 
Muy activo en la oposición liberal ginebrina a partir de la adopción de la Constitución de 1816 -que restauró el Antiguo Régimen y no era democrática- se convirtió en el líder del Partido Radical a principios de la década de 1830. Este movimiento estaba formado por liberales que, como su nombre indica, perseguían un cambio de política "radical". Habiendo fundado en 1826 el Journal de Genève, hizo campaña por el sufragio universal y apoyó la liberación de Grecia; en 1833 lanza L'Europe Centrale, órgano del radicalismo ginebrino. 
En el otoño de 1841, en el seno de la Association du Trois-Mars, fundada meses antes por liberales moderados y radicales, trató de derrocar al gobierno y estuvo a punto de lograrlo. Pero el sector moderado de la Asociación frustró sus planes y se contentó con elegir una asamblea constituyente, la cual se decantó al final por un proyecto minimalista que no le satisfizo. Encabezando una fuerza política ahora confirmada por los resultados de las elecciones cantonales en el verano 1842, siguió exigiendo reformas.
Un levantamiento armado del barrio de Saint-Gervais tuvo lugar en 1843, pero fracasó. En cambio, en octubre de 1846, Fazy tuvo su oportunidad con la ayuda de un gobierno demasiado seguro de sí mismo. Encabezó una multitud llena de protestantes descontentos con la decisión de las autoridades de no buscar la disolución del Sonderbund, irrumpió en el Parlamento y decretó su disolución. El gobierno cantonal cedió todo su poder a las autoridades de la ciudad, pero James Fazy no pasó por ello y reunió a los ciudadanos del Consejo General, la histórica asamblea de los ciudadanos de la ciudad, en la Place du Molard. Y los principios de la revolución fueron adoptados.
Este fue el comienzo de un período de cambios "radicales" en Ginebra: se transformó el antiguo "Hospital General" en "Hospicio General", Hospital Cantonal y "asilo de ancianos"; se creó el primer sistema de pensiones de bajos ingresos: "Rentas Ginebrinas"; se demolieron las paredes que separaban la Ciudad Alta, símbolo de los privilegios del Antiguo Régimen, de la ciudad baja, un enjambre de pequeñas tiendas y talleres artesanos; el estado donó terrenos de los tribunales de Ginebra para erigir iglesias para los cultos minoritarios (Nuestra Señora de Cornavin para los católicos, la Iglesia ortodoxa rusa, la Gran Sinagoga de los hijos de Israel, el actual Sagrado Corazón para lo que antes fue un templo masónico); se crearon las primeras líneas de ferrocarril entre Ginebra y Lyon y a continuación con Lausana, y se construyó la estación de Cornavin. Él hizo la ley del ferrocarril (1852) y la ley que establecía la Escuela Politécnica Federal (1854).
La paradoja de este período fue contemplar a los católicos promover la caída de un gobierno que los había defendido y promovido sus intereses. La Constitución de 1847, obra de James Fazy, dio un giro a la historia de Ginebra: consagra la democracia representativa y la división de poderes. Sin embargo este importante político nunca consiguió tener un puesto permanente. Adorado por unos, Fazy fue especialmente odiado por otros, los conservadores, que todavía mantenían posiciones dominantes en varias áreas clave de Ginebra. Al realizar una purga en la policía y en la universidad, y al intentar cobrar a los antiguos magistrados un gran impuesto, Fazy se atrajo, sin embargo, a pesar de su favorecida posición, muchas inquinas. Varios de sus parientes rompieron con él. Y su carácter irascible, que le fue tan práctico, se transformó después en una desventaja.
Después de crear el Instituto Nacional de Ginebra en 1853, perdió su asiento de consejero de Estado, que no recuperó hasta las elecciones en 1855, pero solo por cuatro años. Aunque se presentó menudo candidato al Consejo de Administración de la Ciudad de Ginebra, no fue nunca elegido.
Aunque polemista brillante, James Fazy se reveló en la segunda mitad del siglo XIX como un mal hombre de negocios. Creó un banco, el Crédito Internacional, que quebró años más tarde. Para asegurarle una vejez tranquila sus seguidores le dieron unas tierras "nacionales", donadas por la ciudad, y un cargo académico de profesor en la Universidad de Ginebra (1873), hechos sumamente controvertidos y ridiculizados por sus enemigos.
Intentó una última vez llegar al gobierno de Ginebra en 1864, pero fracasó, provocando varios meses de disturbios y la intervención del ejército federal. Político brillante, especialmente por sus principales logros, que proyectaron a Ginebra hacia la modernidad, algunos creen que James Fazy no tuvo sin embargo talla de estadista como sí la tuvo un Jean-Jacques Rigaud. Sus enemigos fueron siempre numerosos, y ampliamente criticados sus proyectos. Se oponía a toda legislación federal sobre los bancos, a toda creación de una banca central "unitaria", como él la llamaba, y que escribió al fin de su vida: «… El desarme general ha llegado a ser la aspiración de todos los pueblos… Esto debe ser la tendencia universal, que es la salvación del género humano. » Implicado en los trastornos de 1864, James Fazy huyó a Francia de los tribunales suizos.
Sus memorias, en las que habla de sí mismo en tercera persona, fueron publicadas póstumas.

## Obras (incompleto)
- Gerontocracia, c. 1828.
- François Ruchon (edit.): Les mémoires de James F., homme d’Etat genevois (1794-1878). Ginebra, 1947
- L’Homme aux portions, ou conversations philosophiques et politiques. París, 1821
- La mort de Levrier, tragédie nationale génevoise, en trois actes et en vers. Ginebra, 1826
- Principes d’organisation industrielle pour le développement des richesses en France. París, 1830
- Essai d’un précis de l’histoire de la république de Genève. Ginebra, 1838-40, 2 vols..
- De l’intelligence collective des sociétés: Cours de législation constitutionnelle. Ginebra, 1873